# Sextus Pompeius Festus
Sextus Pompeius Festus war ein römischer Lexikograph und Grammatiker. Er stammte vermutlich aus Südgallien und lebte wohl in der zweiten Hälfte des 2. Jahrhunderts.
Festus’ unvollständig erhaltenes, zwanzigbändiges Werk De verborum significatu (Zur Bedeutung der Wörter) ist eine bearbeitete Fassung des gleichnamigen Wörterbuchs des berühmten augusteischen Grammatikers Marcus Verrius Flaccus. Dieses Werk des Festus stellt eine wichtige Quelle für die römische Sprache, Mythologie und Altertümer dar, weil es über die Etymologie und Bedeutung zahlreicher lateinischer Wörter informiert. Nur ab und zu warf er eigene kritische Anmerkungen ein und nahm jene Wörter, die zu seiner Zeit schon als veraltet betrachtet wurden, nicht auf. Diese stellte er vermutlich in einem anderen, nicht erhaltenen Werk Priscorum verborum cum exemplis zusammen.
Während vom Werk des Verrius Flaccus nur wenige Fragmente erhalten sind, existiert eine einzige – allerdings stark beschädigte – Handschrift vom Werk des Festus, der aus dem 11. Jahrhundert stammende Codex Farnesianus in Neapel (Biblioteca Nazionale IV.A.3). Von dieser während der frühen Renaissance wiederentdeckten, teilweise verbrannten Handschrift sind nur die Buchstaben M–V (Band 12–20) erhalten. Außerdem gibt es einen vollständigen, von Paulus Diaconus Ende des 8. Jahrhunderts angefertigten Auszug aus dem Werk des Festus sowie mittelalterliche Glossare, die auf Festus zurückgehen.

## Ausgaben
- Wallace Martin Lindsay (Hrsg.): Sexti Pompei Festi De verborum significatu quae supersunt cum Pauli epitome. Teubner, Leipzig 1913 (Digitalisat). Neudruck Olms, Hildesheim 1965.